# ريم عبيد
ريم عبيد هي لاعبة كرة قدم لبنانية، من مواليد 27 يناير 1996، تلعب للنادي اللبناني EFP.

## روابط خارجية
- ريم عبيد على موقع أف آي لبنان (FA Lebanon)